# ده توکل
ده توکل، روستایی از توابع بخش لاله‌زار شهرستان بردسیر در استان کرمان ایران است.

## جمعیت
این روستا در دهستان قلعه عسگر قرار دارد و براساس سرشماری مرکز آمار ایران در سال ۱۳۸۵، جمعیت آن ۴۵ نفر (۹خانوار) بوده‌است.